# 馬英楠
馬 英楠（ば えいなん 1984年3月3日- ）は、中国の遼寧省出身の柔道選手。階級は52kg級。身長158cm。

## 人物
最初は57kg級の選手だったが実績を残せず、2010年以降52kg級に階級を下げた。2012年の世界団体では2位となった。地元で開催されたグランプリ・青島52kg級で優勝を飾った。2014年8月の世界選手権では5位となった。9月のアジア競技大会では準決勝で中村美里に縦四方固で敗れるなどして5位にとどまった。11月のグランプリ・青島では西田優香に小内刈で敗れて7位だった。2015年2月のヨーロッパオープン・オーバーヴァルトでは決勝で橋本優貴を有効で破って優勝した。続くグランプリ・デュッセルドルフでは3回戦で西田を合技で破ると、決勝でも中村に指導1で競い勝った。さらにヨーロッパオープン・プラハでも優勝してヨーロッパの国際大会で3連勝を成し遂げるなど、30歳を過ぎてから活躍するようになった。5月のアジア選手権でも優勝を果たした。ワールドマスターズでは初戦で敗れて国際大会の連勝記録が途切れた。世界選手権では初戦で敗れた。2016年のリオデジャネイロオリンピックでは5位になった。

## 主な戦績
- 2011年 - グランプリ・アムステルダム　5位
- 2012年 - 世界団体　2位
- 2012年 - グランプリ・青島　優勝
- 2014年 - ヨーロッパオープン・ローマ　優勝
- 2014年 - グランプリ・ウランバートル　優勝
- 2014年 - 世界選手権　5位
- 2014年 - アジア競技大会　個人戦　5位　団体戦　3位
- 2014年 - グランプリ・アブダビ　5位
- 2014年 - グランプリ・青島　7位
- 2015年 - ヨーロッパオープン・オーバーヴァルト　優勝
- 2015年 - グランプリ・デュッセルドルフ　優勝
- 2015年 - ヨーロッパオープン・プラハ　優勝
- 2015年 - アジア選手権　優勝
- 2015年 -　グランドスラム・チュメニ 2位
- 2016年 - アジア選手権　2位
- 2016年 -　グランドスラム・バクー　3位
- 2016年 -　ワールドマスターズ　7位
- 2016年 - リオデジャネイロオリンピック 5位

(出典、JudoInside.com)。　